# Earl of Glasgow
Earl of Glasgow ist ein erblicher britischer Adelstitel in der Peerage of Scotland.

Wappenschild der Earls of Glasgow

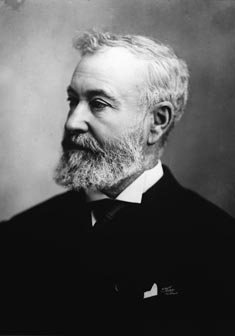
David Boyle, 7. Earl of Glasgow

Der jeweilige Earl ist erblicher Chief des Clans Boyle. Familiensitz der Earls ist Kelburn Castle in Ayrshire, Schottland. Das Schloss zählt zu den ältesten Schlössern Schottlands und war Sitz des Boyle-Clans seit seiner Erbauung.

## Verleihung
Der Titel wurde am 12. April 1703 für David Boyle of Kelburn, in Anerkennung für seinen Verdienste zur Vereinigung von Schottland und England vergeben, welche 1707 zum Act of Union führten. Boyle galt als einer der führenden Architekten des umstrittenen Vertrages, der aus den beiden Königreichen das Königreich Großbritannien formte.

## Nachgeordnete Titel
Der erste Earl war am 31. Januar 1699 bereits zum Lord Boyle of Kelburn, Stewartoun, Cumbrae, Finnick, Largs and Dalry erhoben worden. Gleichzeitig mit der Erhebung zum Earl wurden ihm 1703 die Titel Viscount of Kelburn und Lord Boyle of Stewartoun, Cumbraes, Fenwick, Largs and Dalry verliehen. Alle diese Titel gehören ebenfalls zur Peerage of Scotland.
Der siebente Earl war Generalgouverneur von Neuseeland. Nach seinem Ausscheiden aus dem Amt wurde ihm am 23. Juli 1897 die Würde eines Baron Fairlie, of Fairlie in the County of Ayr, verleihen, die zur Peerage of the United Kingdom gehört.

## Weiterer Titel
Dem vierten Earl, einem langjährigen Mitglied des House of Lords, wurde am 11. August 1815 die Würde Baron Ross, of Hawkhead in the County of Renfrew verliehen. Dieser Titel, der zur Peerage of the United Kingdom gehörte, erlosch 1890 mit dem Tod des sechsten Earls.

## Liste der Earls of Glasgow (1703)

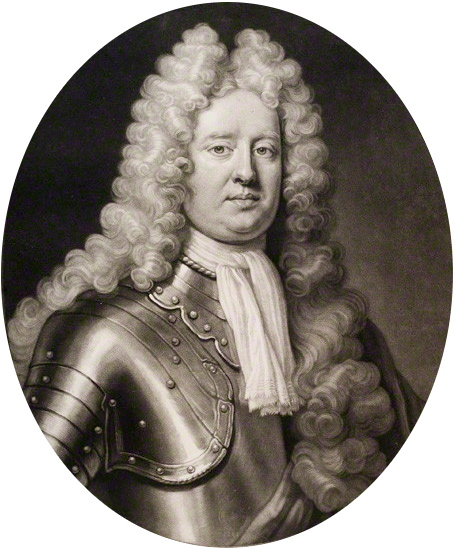
David Boyle, 1. Earl of Glasgow

- David Boyle, 1. Earl of Glasgow (1666–1733)
- John Boyle, 2. Earl of Glasgow (1688–1740)
- John Boyle, 3. Earl of Glasgow (1714–1775)
- George Boyle, 4. Earl of Glasgow (1766–1843)
- James Carr-Boyle, 5. Earl of Glasgow (1792–1869)[3]
- George Frederick Boyle, 6. Earl of Glasgow (1825–1890)
- David Boyle, 7. Earl of Glasgow (1833–1915)
- Patrick James Boyle, 8. Earl of Glasgow (1874–1963)
- David William Maurice Boyle, 9. Earl of Glasgow (1910–1984)
- Patrick Robin Archibald Boyle, 10. Earl of Glasgow (* 1939)[4]

Voraussichtlicher Titelerbe (Heir apparent) ist der älteste Sohn des jetzigen Earls, David Michael Douglas Boyle, Viscount of Kelburn (* 1978).